# 布鲁诺·卡尔
布鲁诺·贡特拉姆·威廉·卡尔（德語：Bruno Guntram Wilhelm Kahl，1962年7月12日—），德国公务员、行政律师，现任德国联邦情报局局长。